# Mesochorus obscurus
Mesochorus obscurus är en stekelart som beskrevs av Dasch 1974. Mesochorus obscurus ingår i släktet Mesochorus och familjen brokparasitsteklar. Inga underarter finns listade i Catalogue of Life.